# Campeonato Mundial de Boxe Amador
O Campeonato Mundial de Boxe Amador, paralelamente ao programa de boxe olímpico, é o nível mais elevado de competição de boxe. O campeonato masculino começou a ser realizado em 1974, em Cuba, e atualmente ocorre a cada dois anos. O primeiro campeonato feminino ocorreu em 2001 e atualmente é realizado nos anos pares. As categorias de base possuem dois campeonatos, o Júnior, para boxeadores de 15 e 16 anos, e o da Juventude, para atletas entre 17 e 18 anos.

## Edições
| Ano             | Cidade-sede |
| --------------- | ----------- |
| 1974 (detalhes) | Havana      |
| 1978 (detalhes) | Belgrado    |
| 1982 (detalhes) | Munique     |
| 1986 (detalhes) | Reno        |
| 1989 (detalhes) | Moscou      |
| 1991 (detalhes) | Sydney      |
| 1993 (detalhes) | Tampere     |
| 1995 (detalhes) | Berlim      |
| 1997 (detalhes) | Budapeste   |
| 1999 (detalhes) | Houston     |
| 2001 (detalhes) | Belfast     |
| 2003 (detalhes) | Bangkok     |
| 2005 (detalhes) | Mianyang    |
| 2007 (detalhes) | Chicago     |
| 2009 (detalhes) | Milão       |
| 2011 (detalhes) | Baku        |
| 2013 (detalhes) | Almaty      |

| Ano             | Cidade-sede |
| --------------- | ----------- |
| 2001 (detalhes) | Scranton    |
| 2002 (detalhes) | Antalya     |
| 2005 (detalhes) | Poldosk     |
| 2006 (detalhes) | Nova Déli   |
| 2008 (detalhes) | Ningbo      |
| 2010 (detalhes) | Bridgetown  |
| 2012 (detalhes) | Qinhuangdao |

| Ano             | Cidade-sede      |
| --------------- | ---------------- |
| 1979 (detalhes) | Yokohama         |
| 1983 (detalhes) | Santo Domingo    |
| 1985 (detalhes) | Bucareste        |
| 1987 (detalhes) | Havana           |
| 1989 (detalhes) | Bayamón          |
| 1990 (detalhes) | Lima             |
| 1992 (detalhes) | Montreal         |
| 1994 (detalhes) | Istambul         |
| 1996 (detalhes) | Havana           |
| 1998 (detalhes) | Buenos Aires     |
| 2000 (detalhes) | Budapeste        |
| 2002 (detalhes) | Santiago         |
| 2004 (detalhes) | Jeju             |
| 2006 (detalhes) | Agadir           |
| 2008 (detalhes) | Guadalajara      |
| 2010 (detalhes) | Grenoble ou Nice |